# Dimos Spata-Artemida
Dimos Spata-Artemida (Spata-Artemida) är en kommun i Grekland.   Den ligger i prefekturen Nomarchía Anatolikís Attikís och regionen Attika, i den sydöstra delen av landet, 21 km öster om huvudstaden Aten. Antalet invånare är 33 821. Arean är 74 kvadratkilometer.
Terrängen i Dimos Spata-Artemida är platt åt sydost, men åt nordväst är den kuperad.